# 女子アナのリアクション
『女子アナのリアクション』（じょしアナのリアクション）は、2009年10月16日から2014年3月30日まで名古屋テレビ（メ〜テレ）で放送されていた番宣番組である。

## 概要
2010年7月4日まで同局で放送されていた『ウルフィPRESS』のうち、女性アナウンサーが出演していた平日深夜のバージョンが単独番組化したもので、毎回様々な番組のスポットCMを女性アナウンサーによるリアクション映像とともに流していた。『ウルフィPRESS』ではスポットの合間にウルフィからの番組に対する一言ネタが挿まれていたが、本番組では女性アナウンサーが日替わりで出演し、ゴムパッチンを受ける、銀紙を奥歯で噛まされるなどのリアクション芸に挑む光景が流されていた。
アナログ放送ではレターボックス形式で放送されていた。また、アナログ放送・デジタル放送ともにVTRの右下には「ウルフィPRESS」のロゴを表示していたほか、4:3比のVTRを流す際にはサイドパネルを追加していた。

## 放送時間
いずれも日本標準時、番組終了時の放送時間。
- 月曜 24:18 - 24:20
- 水曜 24:18 - 24:20
- 木曜 24:18 - 24:20
- 金曜 24:23 - 24:26
- 土曜 23:06 - 23:12
- 日曜 23:10 - 23:15

## 出演者
いずれもメ〜テレに新卒入社した女性アナウンサー。リクルートスーツを着て出演することもあった。
- 佐藤倫子 - 2012年3月まで出演。
- 鈴木しおり
- 塩尻奈都子
- 井上裕衣
- 徳重杏奈 - 2011年8月から出演。
- 金沢歩 - 2011年8月から出演。